# 电渗析
电渗析（英語：Electrodialysis）是一种利用外加电势差将盐的离子从一种溶液中通过离子交换膜传输到另一种溶液中的分离技术。电渗析操作在电渗析池装置中完成。该装置由一个淡（进料）室和一个浓缩室组成，由放置在两个电极之间的阴离子交换膜和阳离子交换膜形成。在几乎所有投入使用的电渗析工艺中，都采用了将多个电渗析池布置成称为电渗析堆栈的装置，其中交替的阴离子膜和阳离子交换膜形成了多个电渗析池。相比于蒸馏技术和其他基于膜的工艺（例如反渗透（RO））电渗析在许多应用场景中有着更高的进料回收率。